# Хорија (Констанца)
Хорија (рум. Horia) насеље је у Румунији у округу Констанца у општини Хорија. Oпштина се налази на надморској висини од 62 m.

## Становништво
Према подацима из 2002. године у насељу је живело 1284 становника, од којих су сви румунске националности.

### Хронологија
| Година       | 1999 | 2000 | 2001 | 2002 | 2003 | 2004 | 2005 | 2006 | 2007 | 2008 | 2009 | 2010 | 2011 | 2012 | 2013 | 2014 | 2015 | 2016 | 2017 |
| ------------ | ---- | ---- | ---- | ---- | ---- | ---- | ---- | ---- | ---- | ---- | ---- | ---- | ---- | ---- | ---- | ---- | ---- | ---- | ---- |
| Становништво | 782  | 794  | 788  | 786  | 789  | 823  | 870  | 915  | 960  | 1048 | 1064 | 1094 | 1134 | 1177 | 1176 | 1186 | 1176 | 1185 | 1177 |